# Jugur
Jugur – wieś w Rumunii, w okręgu Ardżesz, w gminie Poienarii de Muscel. W 2011 roku liczyła 1127 mieszkańców.